# Арташес Минасян
Арташес Минасян (на арменски: Արտաշես Մինասյան) е арменски шахматист, гросмайстор от 1992 г.
Най-високият му ЕЛО коефициент е 2620, постигнат през юли 1998 г. През 1991 става шампион по шахмат на Съветския съюз. Шампион е на Армения шест пъти: 1990, 1992, 1993, 1995, 2004 и 2006. През 2007 г. поделя втората позиция в първенството с Карен Асрян. През 2000 г. участва на Световното първенство в Ню Делхи и Техеран, достигайки до втори кръг, където е елиминиран от Михаил Гуревич с 2,5:1,5 т. През 2005 г. участва в Световната купа, където отпада в първия кръг, след загуба от Люк ван Вели с резултат 0/2 т.

## Турнирни резултати
- 1990 – Гронинген (2 – 7-о място)
- 1992 – Кандас (1-во място, пред Кевин Спрагет)
- 1994 – Париж (1-во място)
- 1995 – Кан (2-ро място, след Матю Садлър)
- 1999 – Линарес (1-во място)
- 2000 – Убеда (1 – 2-ро място, с Павел Трегубов), Ереван (2-ро място, след Смбат Лпутян)
- 2001 – Дубай (1 – 8-о място)
- 2003 – Батуми (2 – 5-о място)
- 2004 – Ереван (3 – 6-о място на „Мемориал Тигран Петросян“, след Павел Смирнов и Василий Иванчук)

## Участия на шахматни олимпиади
Минасян участва на осем шахматни олимпиади. Изиграва 63 партии, постигайки 23 победи и 28 ремита. Средната му успеваемост е 58,7 процента. Носител е на четири отборни медали – злато (2006) и бронз (1992, 2002, 2004). На олимпиадата в Истанбул побеждава Крум Георгиев с белите фигури. В Торино, когато Армения става олимпийски шампион по шахмат, изиграва само три партии в първите три кръга, постигайки две победи и реми.
| Година | Организатор | Отбор   | Класиране (отборно) | Дъска         |
| 1992   | Манила      | Армения | 3                   | Четвърта      |
| 1994   | Москва      | Армения | 13                  | Първа резерва |
| 1996   | Ереван      | Армения | 5                   | Четвърта      |
| 1998   | Елиста      | Армения | 16                  | Четвърта      |
| 2000   | Истанбул    | Армения | 17                  | Трета         |
| 2002   | Блед        | Армения | 3                   | Първа резерва |
| 2004   | Калвия      | Армения | 3                   | Втора резерва |
| 2006   | Торино      | Армения | 1                   | Втора резерва |